# New Zealand State Highway 50
Der New Zealand State Highway 50 (auch State Highway 50 oder in Kurzform SH 50) ist eine Fernstraße von nationalem Rang im Osten der Nordinsel von Neuseeland.

## Strecke
Der SH 50 beginnt am Hafen von Napier und durchquert die Stadt in südwestlicher Richtung. Anschließend kreuzt er den Ngaruroro River und läuft im Nordwesten an Hastings vorbei. Aus den besiedelten Gebieten heraus führt der SH 50 durch die Ebene im Südosten der Ruahine Range bis zur Ansiedlung Takapau westlich von Waipukurau, wo er am New Zealand State Highway 2 endet.